# Једанаести конгрес СКЈ
Једанаести конгрес Савеза комуниста Југославије одржан је од 20. до 23. јуна 1978. у конгресној дворани „Сава центра“ у Београду.
Конгресу је присуствовало 2.283 делегата, 700 домаћих гостију и 120 делегација комунистичких, социјалистичких, радничких и других партија и покрета из целог света. Једанаестом конгресу упућене су бројне поздравне поруке партија и покрета из многих земаља. Конгрес су пратили представници домаће штампе, радија и телевизије, те представници иностраних средстава информисања.
Конгрес је одао дужну пошту Филипу Филиповићу, првом секретару Социјалистичке радничке партије Југославије (комуниста) поводом стоте годишњице његова рођења.

## Рад Конгреса
Једанаести конгрес је радио са следећим дневним редом:
- избор радних тела Конгреса
- верификовање пуномоћја делегата
- извештаји о раду органа СКЈ између Десетог и Једанаестог конгреса СКЈ:
  - Централног комитета СКЈ
  - Комисије за статутарна питања СКЈ
  - Надзорне комисије СКЈ
- Реферат Јосипа Броза Тита, председника СКЈ
- дискусија о реферату председника СКЈ и о извештајима органа СКЈ
- избор конгресних комисија, односно њихових председништава и председника, дискусија у комисијама о наредним задацима СКЈ и о нацртима докумената Једанаестог конгреса СКЈ
- усвајање резолуција Једанаестог конгреса СКЈ и допуна и измена Статута СКЈ
- верификовање избора органа СКЈ

Конгрес је радио у три пленарне седнице и шест комисија:
- Комисији за развој социјалистичких самоуправних друштвено-економских односа и питања економског и друштвеног развоја
- Комисији за развој политичког система и социјалистичке самоуправне демократије
- Комисији за идејно-политички и организациони развој, за кадровско и акционо оспособљавање и статутарна питања
- Комисији за питања социјалистичког преображаја васпитања и одгоја, науке и културе
- Комисији за питања међународних односа и спољне политике Југославије
- Комисији за питања општенародне одбране и друштвене самозаштите

Једанаести конгрес СКЈ верификовао је нови Централни комитет Савеза комуниста Југославије од 165 чланова, Комисију за статутарна питања СКЈ од 24 члана и Надзорну комисију СКЈ од 15 чланова, изабраних на конгресима савеза комуниста република, конференцијама савеза комуниста покрајина и Конференцији организације СКЈ у ЈНА.
Завршну реч на конгресу дао је председник СКЈ Јосип Броз Тито. Једанаести конгрес и Тито примили су преко 5.000 поздравних телеграма од организација Савеза комуниста, организација удруженог рада, установа и појединаца.

## Чланови ЦК СКЈ
- Чланови Централног комитета Савеза комуниста Југославије изабрани на Једанаестом конгресу:

Рамиз Абдули, Душан Алимпић, Мустафа Амитов, Махмут Бакали, Владимир Бакарић, Јанез Барборич, Жарко Бошковић, Мирко Божић, Лука Брочило, Марко Булц, Љубиша Вагнер, Фрањо Варга, Живан Васиљевић, Мирко Видаковић, Добривоје Видић, Изток Винклер, Радован Влајковић, Тихомир Влашкалић, Радован Војводић, Мирко Вранић, Јосип Врховец, Јован Вујадиновић, Бруно Вулетић, Васо Гачић, Павле Гажи, Душан Глигоријевић, Киро Глигоров, Весела Гогова, Петар Грачанин, Александар Грличков, Милан Даљевић, Пеко Дапчевић, Вели Дева, Нијаз Диздаревић, Дрита Доброши, Стане Доланц, Стеван Дороњски, Душан Драгосавац, Обрад Дрљевић, Милојко Друловић, Антон Дуда, Васка Дуганова, Рато Дугоњић, Светозар Дурутовић, Душа Душај, Илија Ђозински, Веселин Ђурановић, Мирчета Ђуровић, Видоје Жарковић, Милош Жорић, Милован Зидар, Милорад Зорић, Емира Исламовић, Трпе Јаковлевски, Владо Јанжић, Босиљка Јањатовић, Силва Јереб, Никола Коча Јончић, Рахмија Каденић, Едвард Кардељ, Данило Кекић, Алојз Кикец, Јарослав Кобар, Фана Кочовска Цветковић, Предраг Којашевић, Руди Колак, Лазар Колишевски, Радомир Коматина, Миладин Кораћ, Штефан Корошец, Драгутин Косовац, Ђорђе Костић, Христивоје Костић, Ферхад Которић, Милија Ковачевић, Ненад Крекић, Аница Кухар, Иван Кукоч, Иљаз Куртеши, Тодо Куртовић, Руди Лепеј, Станко Лепеј, Никола Љубичић, Нандор Мајор, Бранко Мамула, Иво Марган, Андреј Маринц, Драгослав Дража Марковић, Драгутин Марковић, Петар Матић, Милена Матијевић, Мијат Мердовић, Мунир Месиховић, Вукосава Мићуновић, Ламбе Михајловски, Цвијетин Мијатовић, Бранко Микулић, Назми Микуловци, Радоња Милосављевић, Милош Минић, Лазар Мојсов, Иштван Молнар, Томе Момировски, Коста Нађ, Богољуб Недељковић, Џавид Нимани, Марко Орландић, Мирко Остојић, Милан Павић, Иво Перишин, Дане Петковски, Методи Петровски, Милка Планинц, Мирјана Почек-Матић, Франце Попит, Душан Поповић, Мирко Поповић, Стане Поточар, Хамдија Поздерац, Хисен Рамадани, Миха Равник, Милорад Рогановић, Саво Саватић, Светислав Симић, Јанко Смоле, Војислав Срзентић, Петар Стамболић, Јелена Станошевић, Вулнет Старова, Драгољуб Ставрев, Никола Стојановић, Ђорђе Стоjшић, Анто Сучић, Франц Тавчар, Јелица Титин, Вида Томшич, Ђуро Трбовић, Бранко Трпеновски, Антон Тус, Албина Тушар, Ангел Чемерски, Фрањо Чордашић, Љубомир Чупић, Нурија Ћосовић, Дане Ћуић, Перо Цукон, Гојко Убипарип, Слободан Филиповић, Фатима Хаџиалић, Киро Хаџивасилев, Каталин Хајнал, Синан Хасани, Фрањо Херљевић, Фадиљ Хоџа, Ристо Џунов, Славко Шајбер, Џемил Шарац, Бошко Шиљеговић, Кољ Широка, Бранислав Шкембаревић, Мика Шпиљак, Стеван Шубља, Мијат Шуковић и Али Шукрија.
- Чланови Председништва ЦК СКЈ, изабрани на Једанаестом конгресу СКЈ:

Душан Алимпић, Махмут Бакали, Владимир Бакарић, Јосип Броз Тито, Тихомир Влашкалић, Александар Грличков, Стане Доланц, Стеван Дороњски, Душан Драгосавац, Веселин Ђурановић, Видоје Жарковић, Едвард Кардељ, Лазар Колишевски, Никола Љубичић, Цвијетин Мијатовић, Бранко Микулић, Милош Минић, Милка Планинц, Франце Попит, Војислав Срзентић, Петар Стамболић, Никола Стојановић, Ангел Чемерски и Фадиљ Хоџа.
- Чланови Комисије за статутарна питања СКЈ, изабрани на Једанаестом конгресу:

Димитар Алексиевски, Урош Анђелић, Муса Баљеци, Павле Бранковић, Славко Веселинов, Бранко Гајовић, Аница Градишар, Борислав Жикић, Сахит Затричи, Раде Зрињанин, Јован Крмпотић, Милан Крџић, Каменко Марковић, Велимир Матић, Даница Милосављевић, Момчило Митров, Ризо Муковић, Ђоре Печијарески, Владимир Секулић, Славко Соршак, Милан Фабијанчич, Петер Хеџет, Муло Хоџић и Гојко Шкрбић.
- Чланови Надзорне комисије СКЈ, изабрани на Једанаестом конгресу:

Тодор Баковић, Џавид Беговски, Маријан Видас, Хумберт Гачник, Стјепан Јожинец, Радојка Катић, Срећко Недељковић, Лазар Павличевић, Никола Поповски, Анто Пргомет, Живко Радишић, Пашко Ромац, Ида Сабо, Лојзка Стропник и Осман Шабанаџовић.